# Wehrkreis

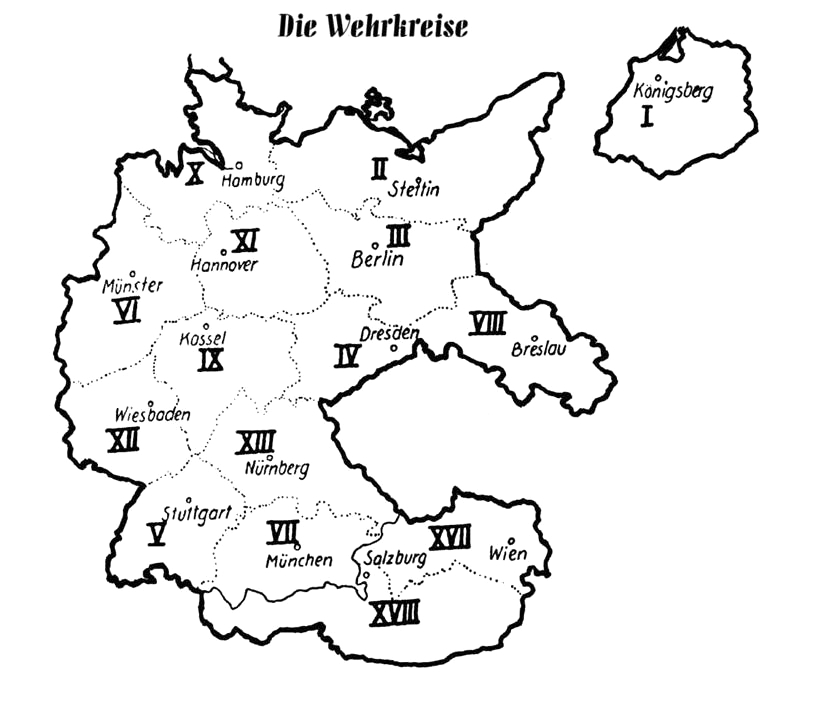
Wehrkreise im Deutschen Reich nach dem Anschluss Österreichs

Die Wehrkreise (WK) teilten das Gebiet der Weimarer Republik und später des NS-Staates in Reichsverteidigungsbezirke, die jeweils für Rekrutierung und Ausbildung von Teilen des Heeres der Reichswehr bzw. der Wehrmacht verantwortlich waren.

## Geschichte
Die Wehrkreise entsprachen ihrer Funktion nach den früheren Korpsbezirken (mit letztem Friedensstand 24 Bezirke für die 25 Armeekorps) des Heeres im Deutschen Kaiserreich. In der Reichswehr existierten gemäß den Bestimmungen des Versailler Vertrags (1919) anfangs sieben Wehrkreise, deren Wehrkreisbefehlshaber zugleich Kommandeur der jeweils gleich nummerierten sieben Infanterie-Divisionen waren. Übergeordnete Kommandobehörden waren die Gruppenkommandos 1 (Berlin) und 2 (Kassel). In jedem Wehrkreis gab es auch Dienststellen, die für den Ersatz und die Versorgung dieser Heeresteile zuständig waren. Die gemäß Versailler Vertrag entmilitarisierte Zone entlang des Rheins war bis 1936 von der Wehrkreiseinteilung ausgenommen (vgl.: Rheinlandbesetzung (1936)).
Im Zuge der Aufrüstung der Wehrmacht in der Zeit des Nationalsozialismus wurde die Zahl der Infanterie-Divisionen 1934 zunächst insgeheim auf 21 verdreifacht. Die Wehrkreisbefehlshaber übernahmen somit die Funktion eines Kommandierenden Generals eines Armeekorps von je drei Divisionen. Die Enttarnung dieser neu aufgestellten Verbände erfolgte mit der Verkündung der Wehrhoheit im März 1935. Die Zahl der Wehrkreise wurde im Zuge der weiteren Aufstellung von Verbänden bis 1937 auf 13 vermehrt, verbunden mit verschiedenen territorialen Neugliederungen. Bei der Luftwaffe der Wehrmacht bestand ab 1936 eine (nicht immer deckungsgleiche) territoriale Einteilung in Luftgaue. Die Nummern XIV bis XVI wurden für sogenannte motorisierte Armeekorps, die zur Führung der „Schnellen Truppen“ (motorisierte Infanterie-Divisionen, Leichte Divisionen, Panzerdivisionen) bestimmt waren, vorbehalten und fehlen somit in der Zählung.

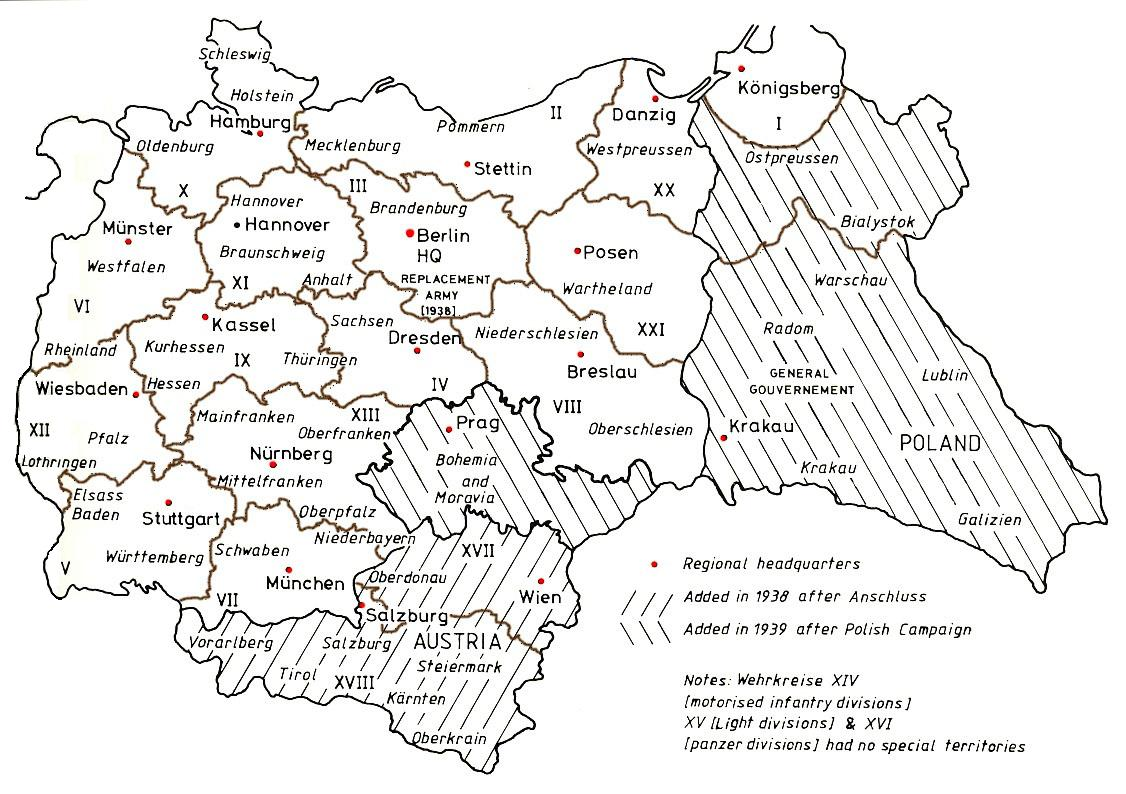
Wehrkreise im Jahre 1944

Nach dem Anschluss Österreichs 1938 wurden die Wehrkreise XVII (Wien) und XVIII (Salzburg) gebildet, zu denen ein Generalkommando für das XIX. Armeekorps (mot.) trat. Bei der Mobilmachung vor dem Überfall auf Polen 1939 bildeten die Wehrkreiskommandos die Generalkommandos von Armeekorps, zurück blieben die sogenannten Stellvertretenden Generalkommandos, denen die Ersatztruppenteile im jeweiligen Wehrkreis unterstanden. Nach der Bildung der Reichsgaue Danzig-Westpreußen und Wartheland kamen die Wehrkreise XX (Danzig) und XXI (Posen) hinzu. Daneben gab es zwei Stellvertretende Generalkommandos, eines im Reichsprotektorat Böhmen und Mähren und eines im Generalgouvernement; das Generalgouvernement bildete ab September 1942 einen eigenen Wehrkreis. Nach dem Westfeldzug 1940 wurden die Wehrkreise V (Stuttgart), VI (Münster) und XII (Wiesbaden) um die besetzten Gebiete Elsass, CdZ-Gebiet Lothringen, Eupen-Malmedy sowie CdZ-Gebiet Luxemburg erweitert, die als Besetzte Gebiete („CdZ“) unter deutscher Zivilverwaltung standen und zur Eingliederung in das Reich vorgesehen waren.
Mit Beginn des Krieges wurden Gauleiter der NSDAP von Hitler per Verordnung als sogenannte Reichsverteidigungskommissare in den Wehrkreisen eingesetzt, die besonders in der Endphase des Krieges weitreichende Kompetenzen gegenüber den militärischen Wehrkreisbefehlshabern erlangten. Im Dezember 1942 erlangten diese Reichsverteidigungskommissare auch die Zuständigkeit für die Parteigaue der NSDAP, so dass jeder Gauleiter in seinem Machtbereich auch Reichsverteidigungskommissar war.
Die Wehrkreise dienten seit Ende 1937 auch als Gliederung der Machtbereiche der Höheren SS- und Polizeiführer, wobei bei diesen Namen neben den Wehrkreisnummern auch die Namen der deckungsgleichen SS-Oberabschnitte benutzt wurden.

## Wehrkreise nach 1939
| Wehrkreis                              | Gebiet | Hauptquartier |
| -------------------------------------- | --- | ------------- |
| Wehrkreis I (Königsberg)               | Provinz Ostpreußen, Bezirk Bialystok | Königsberg    |
| Wehrkreis II (Stettin)                 | Provinz Pommern, Land Mecklenburg | Stettin       |
| Wehrkreis III (Berlin)                 | Landespolizeibezirk Berlin, Provinz Brandenburg | Berlin        |
| Wehrkreis IV (Dresden)                 | Land Sachsen, von der Provinz Sachsen der Regierungsbezirk Merseburg ohne die zum Wehrkreis IX gehörigen Kreise, vom Land Thüringen Kreis und kreisfreie Stadt Altenburg, nördlicher Reichsgau Sudetenland | Dresden       |
| Wehrkreis V (Stuttgart)                | CdZ-Gebiet Elsass, Land Baden (soweit nicht in Wehrkreis XII und XIII enthalten), Land Württemberg (soweit nicht in Wehrkreis XIII enthalten) | Stuttgart     |
| Wehrkreis VI (Münster)                 | Provinz Westfalen (soweit nicht in Wehrkreis IX enthalten), nördliche Rheinprovinz, Eupen-Malmedy | Münster       |
| Wehrkreis VII (München)                | südliches Land Bayern | München       |
| Wehrkreis VIII (Breslau)               | Provinz Niederschlesien, Provinz Oberschlesien, östlicher Reichsgau Sudetenland | Breslau       |
| Wehrkreis IX (Kassel)                  | vom Land Hessen die ehemalige Provinz Oberhessen und die Kreise Offenbach Stadt und Land, Dieburg und Erbach, von der Provinz Hessen-Nassau den gesamten Regierungsbezirk Kassel sowie vom Regierungsbezirk Wiesbaden die Kreise Oberlahnkreis, Biedenkopf, Dillkreis, Wetzlar, Usingen, Obertaunuskreis und die Stadt Frankfurt, das Land Thüringen mit Ausnahme von Altenburg Stadt und Kreis, von der Provinz Sachsen die Kreise Querfurt, Eckartsberga und Sangerhausen, von der Provinz Hannover der Kreis Hannoversch Münden, von der Provinz Westfalen die Kreise Siegen und Wittgenstein, von Bayern die Kreise Aschaffenburg Stadt und Land, Alzenau, Obernburg und Miltenberg | Kassel        |
| Wehrkreis X (Hamburg)                  | Provinz Schleswig-Holstein, nördliche Provinz Hannover bis einschließlich Kreise Grafschaft Diepholz, Nienburg, Verden, Rotenburg, Soltau, Lüneburg, Land Hamburg, Land Bremen | Hamburg       |
| Wehrkreis XI (Hannover)                | Land Braunschweig, Land Anhalt, südliche Provinz Hannover bis einschließlich Kreise Neustadt a. Rbge., Fallingbostel, Uelzen, Lüchow-Dannenberg, aber ohne Kreis Hannoversch Münden, von der Provinz Sachsen der Regierungsbezirk Magdeburg, Land Schaumburg-Lippe | Hannover      |
| Wehrkreis XII (Wiesbaden)              | südliche Rheinprovinz (Regierungsbezirke Koblenz und Trier), CdZ-Gebiet Lothringen, Pfalz, Saargebiet, CdZ-Gebiet Luxemburg, von Hessen-Nassau die Kreise Main-Taunus-Kreis, Oberwesterwaldkreis, Unterwesterwaldkreis, Limburg, Unterlahnkreis, Rheingaukreis, Untertaunuskreis, St. Goarshausen und die Stadt Wiesbaden, vom Land Hessen die ehemalige Provinz Rheinhessen und die Kreise Darmstadt Stadt und Land, Bergstraße und Groß Gerau, von Baden die Kreise Mannheim Stadt und Land, Heidelberg Stadt und Land, Mosbach und Sinsheim | Wiesbaden     |
| Wehrkreis XIII (Nürnberg)              | nördliches Land Bayern (soweit nicht in Wehrkreis IX enthalten), vom Land Baden die Kreise Buchen und Tauberbischofsheim, von Württemberg die Kreise Künzelsau, Crailsheim und Mergentheim, nordwestlicher Reichsgau Sudetenland | Nürnberg      |
| Wehrkreis XVII (Wien)                  | Reichsgau Wien, Reichsgau Niederdonau, Reichsgau Oberdonau, südlicher Reichsgau Sudetenland | Wien          |
| Wehrkreis XVIII (Salzburg)             | Reichsgau Salzburg, Reichsgau Tirol-Vorarlberg, Reichsgau Kärnten, Reichsgau Steiermark, CdZ-Gebiet Untersteiermark, CdZ-Gebiet Kärnten und Krain | Salzburg      |
| Wehrkreis XX (Danzig)                  | Reichsgau Danzig-Westpreußen | Danzig        |
| Wehrkreis XXI (Posen)                  | Reichsgau Wartheland | Posen         |
| Wehrkreis Böhmen und Mähren (Prag)     | Reichsprotektorat Böhmen und Mähren | Prag          |
| Wehrkreis Generalgouvernement (Krakau) | Generalgouvernement | Krakau        |